# مصطفی جلالی فخر
مصطفی جلالی فخر (زاده ۱۳۵۱ در تهران) پزشک، منتقد سینما و نویسنده ایرانی است.
جلالی فخر در سال ۱۳۶۹ شروع به تحصیل پزشکی نموده و دکترای عمومی خود را از دانشگاه علوم پزشکی تهران و تخصص داخلی خود را از دانشگاه علوم پزشکی شهید بهشتی دریافت کرده‌است. او در کنار پزشکی با نقدهای سینمایی خود شناخته می‌شد و پس از وقوع همه‌گیری کرونا در بخش‌های تحقیقاتی و عملیاتی پیرامون این ویروس فعال شد و شروع به اطلاع‌رسانی عمومی و نویسندگی در کسوت متخصص بیماری‌های داخلی کرد.در مراسم «تجلیل از افتخارآفرینان سینمای ایران» در سال ۱۳۹۹ از جلالی فخر به دلیل اطلاع‌رسانی در زمینه همه‌گیری به عنوان عضوی از خانواده سینما، تقدیر شد.
جلالی فخر نقدنویسی را سال ۱۳۷۰ در مجله فیلم آغاز کرد و علاوه بر مجله فیلم در نشریات مختلف از جمله روزنامه شرق، دنیای تصویر، روزنامه اعتماد قلم می‌زد. او در حال حاضر از نویسندگان و منتقدان مجله فیلم امروز است. جلالی فخر کتاب‌های نبض لیلا و تب چهل تکه تقدیر را به رشته تحریر درآورده است. او در سال ۱۳۷۹ وارد عرصه فیلمسازی نیز شد و چند فیلم کوتاه داستانی و مستند کارگردانی کرد که از جمله آن‌ها می‌توان به چاه نجوا و سایه‌های روبه‌رو اشاره کرد.